# Championnats d'Europe de course d'orientation 2012
 (août 2017).
Si vous disposez d'ouvrages ou d'articles de référence ou si vous connaissez des sites web de qualité traitant du thème abordé ici, merci de compléter l'article en donnant les références utiles à sa vérifiabilité et en les liant à la section « Notes et références ».
Navigation
Édition précédente Édition suivante

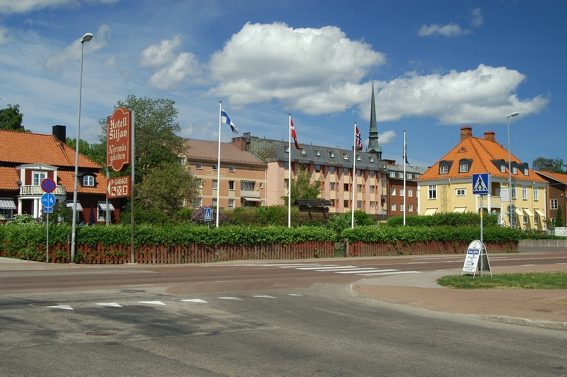
Localité de Mora

Les championnats d'Europe de course d'orientation 2012, neuvième édition des championnats d'Europe de course d'orientation, ont lieu du 14 au 20 mai 2012 à Falun et Mora, en Suède.

## Podiums
Femmes
| Épreuves                | Or                                                                 | Argent                                              | Bronze                                               |
| ----------------------- | ------------------------------------------------------------------ | --------------------------------------------------- | ---------------------------------------------------- |
| Femmes Sprint           | Suisse Simone Niggli-Luder                                         | Suède Lena Eliasson                                 | Danemark Maja Møller Alm                             |
| Femmes moyenne distance | Suisse Simone Niggli-Luder                                         | Finlande Minna Kauppi                               | Russie Tatjana Jurjewna Rjabkina                     |
| Femmes Longue distance  | Suisse Simone Niggli-Luder                                         | Russie Tatjana Jurjewna Rjabkina                    | Finlande Minna Kauppi                                |
| Femmes Relais           | Russie Natalja Efimowa Swetlana Mironowa Tatjana Jurjewna Rjabkina | Finlande Sofia Haajanen Merja Rantanen Minna Kauppi | Suède Annika Billstam Lina Strand Tove Alexandersson |

Hommes
| Épreuves                | Or                                                    | Argent                                                    | Bronze                                                    |
| ----------------------- | ----------------------------------------------------- | --------------------------------------------------------- | --------------------------------------------------------- |
| Hommes Sprint           | Suède Jonas Leandersson                               | Bulgarie Kiril Nikolow                                    | Suède Jerker Lysell                                       |
| Hommes moyenne distance | Norvège Olav Lundanes                                 | Russie Walentin Nowikow                                   | Norvège Carl Waaler Kaas                                  |
| Hommes Longue distance  | Norvège Olav Lundanes                                 | Suisse Matthias Merz                                      | Russie Walentin Nowikow                                   |
| Hommes Relais           | Suisse Martin Hubmann Matthias Müller Matthias Kyburz | Suède Jonas Leandersson Fredrik Johansson Anders Holmberg | France Frédéric Tranchand Philippe Adamski François Gonon |

## Tableau des médailles
- Pays organisateur

| Rang  | Nation      | Or | Argent | Bronze | Total |
| ----- | ----------- | -- | ------ | ------ | ----- |
| 1     | Suisse      | 4  | 1      | 1      | 6     |
| 2     | Norvège     | 2  | 0      | 1      | 3     |
| 3     | Russie      | 1  | 2      | 2      | 5     |
| 3     | Suède       | 1  | 2      | 2      | 5     |
| 5     | Finlande    | 0  | 2      | 1      | 3     |
| 6     | Royaume-Uni | 0  | 1      | 0      | 1     |
| 7     | Danemark    | 0  | 1      | 0      | 1     |
| 7     | France      | 0  | 1      | 0      | 1     |
| Total | Total       | 8  | 8      | 8      | 24    |